# Murielle Ahouré-Demps
Murielle Ahouré-Demps, née le 23 août 1987 à Abidjan, est une athlète ivoirienne, spécialiste du sprint. Quadruple vice-championne du monde sur les épreuves de sprint (60 m, 100 m et 200 m) entre 2012 et 2014, elle remporte en 2018 le titre de championne du monde en salle du 60 m.

## Biographie
Née à Abidjan en 1987, elle quitte la Côte d'Ivoire à l'âge de 3 ans avec sa famille pour la France, puis la Chine, le Japon, l'Allemagne. En 1998, elle revient brièvement en Côte d'Ivoire avant de repartir à Rouen deux ans plus tard. Un an plus tard, son père adoptif, le général Mathias Doué, avec qui sa mère s’est remariée,, envoie la famille aux États-Unis par sécurité à la suite du coup d'État de 1999. Murielle Ahouré a deux frères et une sœur.
En 2005, elle rejoint l'Université George Mason et améliore rapidement ses chronos, pour réaliser 11 s 41 et 23 s 34. Pour sa dernière année universitaire, en 2009, elle décide de rejoindre l'Université de Miami pour s'entraîner avec Amy Deem, l'ancienne coach de la championne du monde 2005 Lauryn Williams. Cette année-là, elle bat le record de l'école de Williams sur 60 m, en 7 s 17, avant de battre au cours de l'hiver son record sur 200 m quatre fois. Elle réalise 23 s 26, 23 s 14, 23 s 02 puis 22 s 80, meilleure performance mondiale de l'année. Elle remporte ainsi avec ce temps le championnat NCAA. Les 29 et 30 mai, elle bat le record de Côte d'Ivoire en 11 s 14 puis 11 s 19. Aux championnats NCAA, elle termine 7e sur 100 m (11 s 41) et 4e sur 200 m (22 s 78, record personnel).
En fin d'année, elle est diplômée en études de criminologie. En 2010, une blessure l'empêche de concourir pendant la saison.
Elle établit en 2011 son record personnel en 11 s 06. Elle devient vice-championne du monde en salle à Istanbul en mars 2012 pour sa première compétition internationale. Elle s'entraîne à Houston au Texas. Elle porte son record à 11 s 00 (vent nul), record national ivoirien en remportant le 100 m du Golden Gala de Rome, troisième étape de la Ligue de diamant, le 31 mai 2012. Elle devance dans la capitale italienne les trois Jamaïcaines qui avaient composé le podium aux Jeux olympiques d'été de 2008 à Pékin: Shelly-Ann Fraser-Pryce, Kerron Stewart et Sherone Simpson. Cinq jours après s'être mise en évidence au meeting de Rome, Murielle Ahouré s'est imposée (11 s 32) sur le 100 m du meeting de Montreuil avec un fort vent contraire (-2,0 m/s) et une pluie fine.

## Carrière Sportive

### Vice-championne du monde en salle (2012)
En mars 2012, elle devient la première athlète (homme et femme confondus) à remporter une médaille aux championnats du monde en salle : aux mondiaux en salle d'Istanbul, elle décroche la médaille d'argent du 60 m en 7 s 04, derrière la tenante du titre et championne olympique jamaïcaine Veronica Campbell-Brown. Enthousiasmé par cette performance, le président de la Côte d'Ivoire, Alassane Ouattara, invite Murielle Ahouré pour une rencontre.
Le 7 juin, lors des Bislett Games d'Oslo, 5e étape de la ligue de diamant 2012, elle remporte la course et bat le record national ivoirien du 200 m avec un chrono de 22 s 42 devançant les Jamaïcaines Sheri-Ann Brooks, Kerron Stewart et Sherone Simpson. Aux Jeux olympiques d'été de 2012, le 3 août, elle bat dès les séries son record personnel d'un centième, le portant à 10 s 99. Le 4 août, lors de la finale du 100 mètres, elle termine 7e avec un chrono de 11 s 00 après avoir accroché la dernière place qualificative au temps en 11 s 01 lors des demi-finales disputées plus tôt dans la soirée. Lors de ces jeux, son passeport et ses autres papiers d'identités ont été volés, l'obligeant d'annuler dans un premier temps sa participation aux prochains meetings de la Ligue de diamant. Mais avec l'aide de l'ambassade nationale à Londres, elle reçoit de nouveaux papiers quelques jours plus tard.

### Double vice-championne du monde à Moscou (2013)

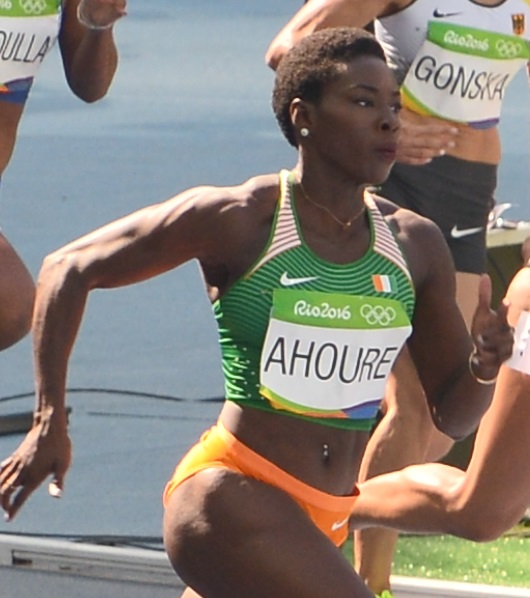
Murielle Ahouré dans la 8e série du 200m aux Jeux olympiques, en août 2016.

En février 2013, Murielle Ahouré remporte le 60 mètres du meeting indoor de Birmingham, devant Shelly-Ann Fraser-Pryce, en descendant pour la première fois de sa carrière sous les 7 secondes (6 s 99). Le 8 juillet 2013, elle remporte le 100 mètres du Meeting international d'athlétisme de Sotteville-lès-Rouen en 10 s 91, en améliorant de 8/100s le record national de Côte d'Ivoire. Lors des championnats du monde de Moscou, elle confirme en plein air sur 100 mètres son rang de vice-championne du monde en salle du 60 mètres, en prenant la deuxième place derrière la Jamaïcaine Shelly-Ann Fraser-Pryce et devant l'Américaine Carmelita Jeter, dans le temps de 10 s 93. Pour la Côte d'Ivoire, c'est la première fois qu'un de ses représentants monte sur le podium d'un championnat du monde en plein-air. Durant ces mêmes championnats, elle monte également sur la deuxième marche du podium sur 200 mètres en 22 s 32, toujours derrière la Jamaïcaine Shelly-Ann Fraser-Pryce et devant la Nigériane Blessing Okagbare (22 s 32 également).
Félicitée à travers le pays, Murielle Ahouré est accueillie par de grandes foules à son retour à Abidjan, et est de nouveau accueillie par une réception organisée par le président de la République.
Le 15 février 2014, elle remporte le meeting de Birmingham en battant la jamaïcaine Shelly-Ann Fraser-Pryce sur 60 mètres en seulement 7 s 10. En mai 2015, Murielle Ahouré réalise la meilleure performance mondiale au 60 mètres avec un chrono de 7 s 05 à New York aux USA lors de la compétition en salle des Millrose Games. En juin suivant, avec un temps de 11 s 03, Murielle Ahouré remporte le 100 m du meeting d’Oslo en Norvège.
En 2015, elle est éliminée en demi-finale des championnats du monde de Pékin sur 100 m, malgré un temps de 10 s 98. Elle explique avoir couru avec une blessure au genou. Elle déclare forfait pour le 200 m. Le 10 mars 2016, Murielle Ahouré inaugure sa fondation et fait notamment plusieurs dons.
Le 18 mai suivant, l'Ivoirienne s'impose au World Challenge Beijing sur 100 m en 11 s 06, échouant à seulement deux centièmes du record du meeting de Blessing Okagbare. Elle devance la Bulgare Ivet Lalova (11 s 11) et l'Américaine Candyce McGrone (11 s 18). Le 11 juin, l'ivoirienne bat le record d'Afrique du 100 m de Blessing Okagbare (10 s 79) en réalisant 10 s 78 à Montverde en Floride (+ 1,6 m/s), performance également synonyme de nouvelle meilleure performance mondiale de l'année.
Le 22 juin, Ahouré remporte sa demi-finale des Championnats d'Afrique en 11 s 08 avant de remporter le lendemain la finale en 10 s 99 (+ 2,0 m/s). Elle est désignée porte-drapeau de la délégation sportive ivoirienne aux jeux olympiques d'été de 2016. L'année suivante, en 2017, elle est affectée physiquement par une blessure, mais aussi, de façon plus intime, par la maladie puis la mort de son père adoptif, Mathias Doué. Elle termine malgré tout à la 4e place des championnats du monde de Londres la même année.

### Titre mondial en salle sur 60 m (2018)

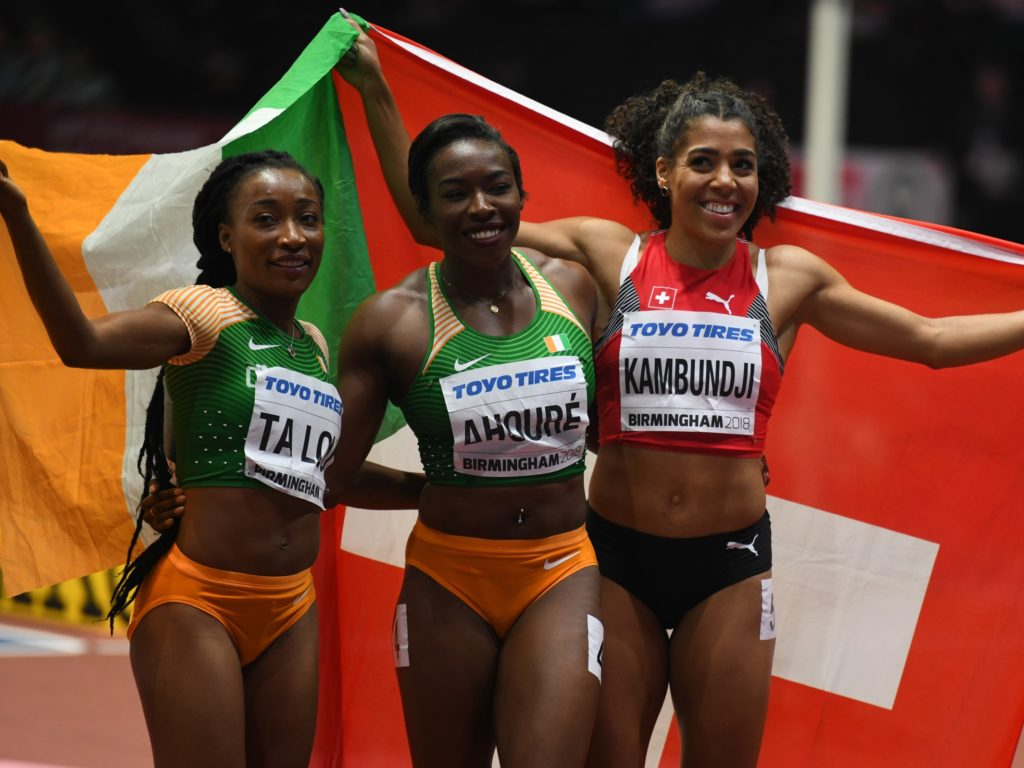
Ta Lou, Ahouré and Kambundji lors des championnats du monde en salle 2018.

Le 14 janvier 2018, à Houston, Murielle Ahouré établit la meilleure performance mondiale de l'année du 60 m en 7 s 11. Meilleure performance mondiale de l'année battue par l'Allemande Tatjana Pinto le 26 janvier en 7 s 08, Murielle Ahouré la reprend le lendemain en 7 s 07. Le 3 février, elle s'impose à New York en 7 s 11.
Aux championnats du monde en salle de Birmingham, où elle fait figure de favorite, Murielle Ahouré commence la compétition par une victoire en séries, en 7 s 12. En demi-finale, elle s'impose à nouveau et établit la meilleure performance mondiale de l'année en 7 s 01, à seulement 2 centièmes de son record personnel réalisé en 2013. En finale, et comme lors des précédents tours, l'Ivoirienne prend un excellent départ pour ne plus lâcher la tête de course et remporte le titre mondial en 6 s 97, meilleure performance mondiale de l'année et record d'Afrique en salle. Auteure de la 6e meilleure performance mondiale de l'histoire, elle réalise le meilleur chrono depuis la saison 1999. Elle entre dans l'histoire en remportant le premier titre pour la Côte d'Ivoire dans un championnat du monde, et se permet également de faire un doublé avec sa compatriote Marie-Josée Ta Lou, 2e en 7 s 05. La Suissesse Mujinga Kambundji termine 3e, en 7 s 05 également, un podium mondial à dominance africaine. De bon augure pour le développement de l'athlétisme sur le continent.

### Championnats du monde de 2019
Elle se classe 5e des championnats du monde 2019 à Doha sur 100 m, en 11 s 02.

### Performance en 2023
Le 30 juin 2023, elle bat le record de Côte d'Ivoire du relais 4 x 100 m lors de l'Athletissima de Lausanne en 42 s 23, record du meeting et victoire, aux côtés de Marie-Josée Ta Lou, Maboundou Koné et Jessika Gbai. Le relais ivoirien se qualifie pour les championnats du monde 2023, une première depuis 20 ans et l'édition 2003 à Paris, et se rapproche d'une qualification pour les Jeux olympiques de 2024 à Paris, compétition à laquelle la Côte d'Ivoire n'a pas aligné de relais depuis 1992 à Barcelone.

### Jeux olympiques de Paris 2024
Qualitfiée pour les Jeux olympiques d'été de Paris dans l'épreuve de relais et capitaine de l'équipe féminine ivoirienne de relais (4 x 100 mètres), Murielle Ahouré participe à ces derniers moments en tant que sprinteuse ivoirienne. Le 8 août 2024, elle et son équipe (constituée de Marie-Josée Ta Lou, Jessika Gbaï, Maboundou Koné et Whitney Tié) termine en 4e position de la série 1 du premier tour de relais avec un chrono de 42 s 64. Elles ont été disqualifiées.

## Palmarès
| Date | Compétition                    | Lieu             | Résultat | Épreuve   | Temps   |
| ---- | ------------------------------ | ---------------- | -------- | --------- | ------- |
| 2012 | Championnats du monde en salle | Istanbul         | 2e       | 60 m      | 7 s 04  |
| 2012 | Jeux olympiques                | Londres          | 7e       | 100 m     | 11 s 00 |
| 2012 | Jeux olympiques                | Londres          | 6e       | 200 m     | 22 s 57 |
| 2013 | Championnats du monde          | Moscou           | 2e       | 100 m     | 10 s 93 |
| 2013 | Championnats du monde          | Moscou           | 2e       | 200 m     | 22 s 32 |
| 2013 | Ligue de diamant               | Ligue de diamant | 2e       | 200 m     | détails |
| 2014 | Championnats du monde en salle | Sopot            | 2e       | 60 m      | 7 s 01  |
| 2014 | Championnats d'Afrique         | Marrakech        | 2e       | 100 m     | 11 s 03 |
| 2014 | Championnats d'Afrique         | Marrakech        | 1re      | 200 m     | 22 s 36 |
| 2016 | Championnats d'Afrique         | Durban           | 1re      | 100 m     | 10 s 99 |
| 2016 | Championnats d'Afrique         | Durban           | 3e       | 4 x 100 m | 44 s 29 |
| 2017 | Championnats du monde          | Londres          | 4e       | 100 m     | 10 s 98 |
| 2018 | Championnats du monde en salle | Birmingham       | 1re      | 60 m      | 6 s 97  |
| 2018 | Ligue de diamant               | Ligue de diamant | 1re      | 100 m     | 11 s 01 |
| 2019 | Championnats du monde          | Doha             | 5e       | 100 m     | 11 s 02 |
| 2023 | Championnats du monde          | Budapest         | finale   | 4 x 100 m | DNF     |

## Records
| Épreuve | Performance  | Lieu       | Date            |
| ------- | ------------ | ---------- | --------------- |
| 60 m    | 6 s 97 (AR)  | Birmingham | 2 mars 2018     |
| 100 m   | 10 s 78 (AR) | Montverde  | 11 juin 2016    |
| 200 m   | 22 s 24      | Monaco     | 19 juillet 2013 |
| 60 m    | 07 s 04      | Istanbul   | 2 mars 2012     |